# 陸半球
座標: 北緯47度13分 西経1度32分 / 北緯47.217度 西経1.533度

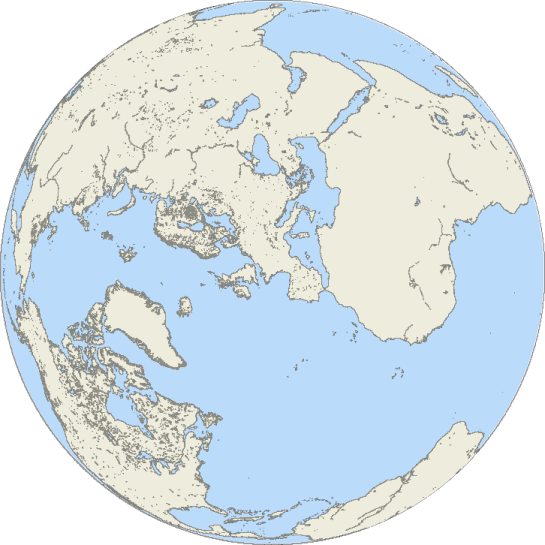
陸半球。正射図法により、周辺部は著しく圧縮されているので注意。

陸半球（りくはんきゅう、英語: land hemisphere、ドイツ語: Landhemisphäre）とは、地球上の陸地の含まれる割合がもっとも高くなる大円で区切られた、地球の半球のことである。対して反対側の半球を水半球という。ドイツの地理学者アルブレヒト・ペンクが「陸半球」、「水半球」という名称を考案した。
現在はフランス・ナント付近（北緯47度13分、西経1度32分）がその中心にあたる。

## 概要
陸半球には地球上の全陸地の88％が含まれ、ユーラシア大陸、アフリカ大陸、北アメリカ大陸、南アメリカ大陸の一部が含まれている。また海洋部の大部分は大西洋となる。
なお「陸半球」でも、陸地と海の比率は49対51と海の方が多くなっている（対して水半球は全体の88.7%が海洋）。各大陸はプレートテクトニクスにより年間数cmという速度で移動しているため、陸半球の中心点は地質学的時間から見ると移動すると言える。